# Óscar Herrera Hernández
Óscar Enrique Herrera Hernández (Talcahuano, Chile, 3 de enero de 1959-ibídem, 5 de octubre de 2015) fue un exfutbolista chileno. Jugaba de puntero derecho, máximo referente del club Deportes Naval de Talcahuano. Seleccionado chileno en la década de los ochenta.

## Biografía
De orígenes humildes, fue apodado Jurel por lo escurridizo al jugar fútbol por un Paramédico que lo apodaban Lenguado. Sus primeros pasos los dio en los clubes Miguel Cervantes y Unión San Vicente, ambos de la Asociación Talcahuano. 
En 1974 se integró a las inferiores de Deportes Naval de Talcahuano. Por la transferencia desde San Vicente, el club navalino entregó doce camisetas y diez pelotas de fútbol. Debutó en 1976, como puntero derecho, enfrentando a Unión La Calera.
También jugó en Arturo Fernández Vial.
Tras la desafiliación de Naval en febrero de 1991, formó parte Los Náuticos, club que daría origen a Deportes Talcahuano y que heredaría el nombre del tradicional club chorero. 
Falleció a los 56 años de edad en 2015, producto de un infarto.

## Selección chilena
Fue seleccionado nacional en varias oportunidades entre 1980 y 1988, formando parte de La Roja en instancias como las Clasificatorias para el Mundial de España 82 y la Copa América 1983. 
Su mejor partido fue en la victoria de Chile sobre Ecuador, que permitió a La Roja ir al Mundial de España 1982. Pese a que se fracturó antes de la cita mundialista, igual fue invitado con la delegación. 

## Clubes
| Club                  | País  | Año       |
| --------------------- | ----- | --------- |
| Naval                 | Chile | 1975-1988 |
| Arturo Fernández Vial | Chile | 1989      |
| Naval                 | Chile | 1990      |
| Los Náuticos          | Chile | 1991      |